# Mitterkaiser
De Mitterkaiser is een berg in de deelstaat Tirol, Oostenrijk. De berg heeft een hoogte van 2.011 meter. 
De Mitterkaiser is onderdeel van het Kaisergebergte.